# Salomon Lezoutié
Salomon Lezoutié (* 8. April 1958 in Yopougon, Elfenbeinküste) ist ein ivorischer Geistlicher und römisch-katholischer Bischof von Yopougon. 

## Leben
Salomon Lezoutié studierte zunächst Wirtschaftswissenschaften in Abidjan, ehe er ins dortige Priesterseminar eintrat. Er empfing am 23. Juli 1989 die Priesterweihe. 1995 wurde er zum Doctor theologiae promoviert, von 1997 bis 2005 unterrichtete er biblische Theologie am Priesterseminar von Abidjan.
Papst Benedikt XVI. ernannte ihn am 29. Juli 2005 zum Bischof von Odienné. Die Bischofsweihe spendete ihm der Bischof von Yopougon, Laurent Akran Mandjo, am 8. Oktober desselben Jahres; Mitkonsekratoren waren Maurice Konan Kouassi, Bischof von Daloa, und Marie-Daniel Dadiet, Erzbischof von Korhogo. Am 3. Januar 2009 ernannte ihn der Papst zum Koadjutorbischof in seiner Heimatstadt Yopougon. Mit dem Rücktritt Laurent Akran Mandjos am 28. November 2015 folgte er diesem als Bischof von Yopougon nach.
In der ivorischen Bischofskonferenz sitzt Lezoutié der bischöflichen Kommission für Liturgie vor.